# Čitluk (Kruševac)
Pour les articles homonymes, voir Čitluk.
Čitluk (en serbe cyrillique : Читлук) est une localité de Serbie située sur le territoire de la Ville de Kruševac, district de Rasina. Au recensement de 2011, elle comptait 3 061 habitants.
Čitluk est officiellement classé parmi les villages de Serbie.

## Démographie

### Évolution historique de la population
| 1948  | 1953  | 1961  | 1971  | 1981  | 1991  | 2002  | 2011  |
| ----- | ----- | ----- | ----- | ----- | ----- | ----- | ----- |
| 1 543 | 1 663 | 1 804 | 2 155 | 2 694 | 2 978 | 3 154 | 3 061 |

|  |